# Diatraea balboana
Diatraea balboana là một loài bướm đêm trong họ Crambidae.